# Efebia
Efebia (do grego Εφέβια, transl. ephébia) é o termo que designa a instituição da antiga Atenas (séc. IV a.C.) responsável pelo treinamento militar dos jovens. O nome advém da palavra em grego para Adolescente (Εφηβος, transl. Efivos). 

## Origem e fundação
Após a derrota de Atenas na Queronéia, durante o século IV a.C., os atenienses reforçaram o funcionamento regular da instituição, que retoma o serviço militar obrigatório aos jovens e o estende em dois anos. Para além da derrota de Atenas, outras circunstâncias motivaram a criação da Efebia. Durante a Guerra do Peloponeso, Atenas - e até Esparta - teve que recorrer aos soldados mercenários que, apesar de serem estranhos aos cidadãos, cumpriam as ordens militares e ajudavam nas batalhas. Conforme esse tipo de serviço se popularizou, o tipo 'cidadão-soldado' entrou em declínio. Nesse contexto, muitos autores antigos - como Demóstenes - atribuíram o período à uma decadência militar do povo ateniense. 
Com a ascensão do poder bélico enquanto um novo tipo de mercado, as cidades que não podiam pagar pela proteção ficavam vulneráveis aos possíveis ataques inimigos, visto que os mercenários só serviam a quem os pagassem. Além disso, a duração das guerras aumentou consideravelmente, já que os combatentes não tinham as mesmas preocupações domésticas que o 'cidadão-soldado' (a agricultura, por exemplo). Para atenuar esses problemas, Atenas se esforçou, na segunda metade do século, para reconstituir o corpo cívico-militar. Os treinamentos extrapolavam as modalidades de combate mais convencionais, incluindo táticas de ataque mais móveis de infantaria ligeira. Em Esparta, somente no século III a.C. essa reestruturação foi feita e, devido à nova distribuição da terra, não foi suficiente para reerguer a força militar dos espartanos. 